# Brendan Peyper
Brendan Peyper (Bloemfontein, 17 de agosto de 1996) es un cantante y actor sudafricano.

## Biografía
Toca la guitarra desde los cinco años y comenzó su carrera en la música a los catorce.Tras la secundaria, tenía planes para estudiar ingeniería, pero siguió con la música lanzando su primer single en 2015.

## Discografía
- Stop Wag Bly nog 'n bietjie, 2015
- Hy Loop Oop, 2017
- Dis Nie Sonde Nie, 2018
- Twintig20, 2020
- Insomnia, 2022